# Libéma Open 2022
Il Libéma Open 2022 è stata la 31ª edizione del torneo di tennis giocato sull'erba, noto precedentemente come Ricoh Open. Ha fatto parte della categoria ATP Tour 250 nell'ambito dell'ATP Tour 2022 e della categoria WTA 250 nell'ambito del WTA Tour 2022. È stato un evento combinato sia maschile che femminile e si è disputato all' Autotron park di 's-Hertogenbosch, nei Paesi Bassi, dal 6 al 12 giugno 2022.

## Partecipanti ATP

### Teste di serie
| Nazionalità | Giocatore               | Ranking* | Testa di serie |
| ----------- | ----------------------- | -------- | -------------- |
|             | Daniil Medvedev         | 2        | 1              |
| Canada      | Félix Auger-Aliassime   | 9        | 2              |
| Stati Uniti | Taylor Fritz            | 14       | 3              |
| Australia   | Alex de Minaur          | 20       | 4              |
|             | Karen Chačanov          | 25       | 5              |
| Paesi Bassi | Botic van de Zandschulp | 29       | 6              |
| Stati Uniti | Tommy Paul              | 33       | 7              |
| Stati Uniti | Jenson Brooksby         | 34       | 8              |

* Ranking al 23 maggio 2022.

### Altri partecipanti
I seguenti giocatori hanno ricevuto una wildcard per il tabellone principale:
- Jesper de Jong
- Robin Haase
- Tim van Rijthoven

Il seguente giocatore è entrato in tabellone usando il ranking protetto:
- Aljaž Bedene

I seguenti giocatori sono entrati in tabellone passando dalle qualificazioni:

- Sam Querrey
- Matthew Ebden
- Andreas Seppi
- Gilles Simon

### Ritiri
Prima del torneo
- Marin Čilić → sostituito da  Alejandro Tabilo
- David Goffin → sostituito da  Kamil Majchrzak

## Partecipanti WTA singolare

### Teste di serie
| Nazionalità | Giocatrice             | Ranking* | Testa di serie |
| ----------- | ---------------------- | -------- | -------------- |
|             | Aryna Sabalenka        | 7        | 1              |
| Svizzera    | Belinda Bencic         | 14       | 2              |
| Kazakistan  | Elena Rybakina         | 16       | 3              |
| Slovenia    | Tamara Zidanšek        | 25       | 4              |
|             | Ljudmila Samsonova     | 27       | 5              |
|             | Veronika Kudermetova   | 29       | 6              |
|             | Ekaterina Aleksandrova | 31       | 7              |
| Belgio      | Elise Mertens          | 32       | 8              |

* Ranking al 23 maggio 2022.

### Altre partecipanti
Le seguenti giocatrici hanno ricevuto una wildcard per il tabellone principale:
- Arianne Hartono
- Léolia Jeanjean
- Suzan Lamens

Le seguenti giocatrici sono entrate in tabellone usando il ranking protetto:
- Kateryna Baindl
- Kirsten Flipkens
- Daria Saville

Le seguenti giocatrici sono entrate in tabellone passando dalle qualificazioni:

- Olivia Gadecki
- Jamie Loeb
- Caty McNally
- Taylah Preston
- Storm Sanders
- Anastasija Tichonova

### Ritiri
Prima del torneo
- Marie Bouzková → sostituita da  Tamara Korpatsch
- Danielle Collins → sostituita da  Kirsten Flipkens
- Dar'ja Kasatkina → sostituita da  Harmony Tan
- Anastasija Pavljučenkova → sostituita da  Greet Minnen
- Aljaksandra Sasnovič → sostituita da  Kateryna Baindl
- Kateřina Siniaková → sostituita da  Daria Saville

## Partecipanti ATP doppio

### Teste di serie
| Nazione     | Giocatore             | Nazione     | Giocatore         | Ranking* | Testa di serie |
| ----------- | --------------------- | ----------- | ----------------- | -------- | -------------- |
| Francia     | Pierre-Hugues Herbert | Francia     | Nicolas Mahut     | 13       | 1              |
| Paesi Bassi | Wesley Koolhof        | Regno Unito | Neal Skupski      | 23       | 2              |
| El Salvador | Marcelo Arévalo       | Paesi Bassi | Jean-Julien Rojer | 57       | 3              |
| Australia   | Matthew Ebden         | Australia   | Max Purcell       | 69       | 4              |

* Ranking al 23 maggio 2022.

### Altri partecipanti
Le seguenti coppie di giocatori hanno ricevuto una wild card per il tabellone principale:
- Jesper de Jong /  Bart Stevens
- Tallon Griekspoor /  Daniil Medvedev

La seguente coppia di giocatori è entrata in tabellone usando il ranking protetto:
- Julio Peralta /  David Vega Hernández

Le seguenti coppie di giocatori sono entrate in tabellone come alternate:
- Brandon Nakashima /  Emil Ruusuvuori
- Tim van Rijthoven /  Gijs Brouwer

### Ritiri
Prima del torneo
- Marcelo Arévalo /  Jean-Julien Rojer → sostituiti da  Brandon Nakashima /  Emil Ruusuvuori
- Ivan Dodig /  Austin Krajicek → sostituiti da  Roman Jebavý /  Denys Molčanov
- Lloyd Glasspool /  Harri Heliövaara → sostituiti da  Hugo Nys /  Édouard Roger-Vasselin
- Julio Peralta /  Franko Škugor → sostituiti da  Julio Peralta /  David Vega Hernández
- Rajeev Ram /  Joe Salisbury → sostituiti da  Tim van Rijthoven /  Gijs Brouwer

## Partecipanti WTA doppio

### Teste di serie
| Nazione     | Giocatrice           | Nazione     | Giocatrice      | Ranking* | Testa di serie |
| ----------- | -------------------- | ----------- | --------------- | -------- | -------------- |
|             | Veronika Kudermetova | Belgio      | Elise Mertens   | 6        | 1              |
| Stati Uniti | Desirae Krawczyk     | Paesi Bassi | Demi Schuurs    | 25       | 2              |
| Stati Uniti | Kaitlyn Christian    | Messico     | Giuliana Olmos  | 77       | 3              |
| Giappone    | Eri Hozumi           | Giappone    | Makoto Ninomiya | 78       | 4              |

* Ranking al 23 maggio 2022.

### Altre partecipanti
Le seguenti coppie di giocatrici hanno ricevuto una wild card per il tabellone principale:
- Isabelle Haverlag /  Suzan Lamens
- Lesley Pattinama Kerkhove /  Yanina Wickmayer

La seguente coppia è entrata in tabellone con il ranking protetto:
- Paula Kania-Choduń /  Elixane Lechemia

### Ritiri
Prima del torneo
- Anna Blinkova /  Aljaksandra Sasnovič → sostituite da  Paula Kania-Choduń /  Elixane Lechemia
- Kaitlyn Christian /  Lidzija Marozava → sostituite da  Kaitlyn Christian /  Giuliana Olmos
- Nicole Melichar-Martinez /  Ellen Perez → sostituite da  Ellen Perez /  Tamara Zidanšek

## Campioni

### Singolare maschile
Tim van Rijthoven ha sconfitto in finale  Daniil Medvedev con il punteggio di 6–4, 6–1.
- È il primo titolo in carriera per van Rijthoven.

### Singolare femminile
Ekaterina Aleksandrova ha sconfitto in finale  Aryna Sabalenka con il punteggio di 7–5, 6–0.
- È il quinto titolo in carriera per la Aleksandrova, il primo della stagione e su erba.

### Doppio maschile
Neal Skupski /  Wesley Koolhof hanno sconfitto in finale  Matthew Ebden /  Max Purcell con il punteggio di 4–6, 7–5, [10–6].

### Doppio femminile
Ellen Perez /  Tamara Zidanšek hanno sconfitto in finale  Veronika Kudermetova /  Elise Mertens con il punteggio di 6–3, 5–7, [12–10].